# 吴严严
吳嚴嚴（1987年11月8日—），江蘇徐州人，中國現代五項運動員。

## 簡歷
2007年，吳嚴嚴贏得全國冠軍賽總決賽的個人冠軍；又在2009年第十一屆全運會代表解放军夺得现代五项个人赛第七名。
2010年，吳嚴嚴代表中國出戰廣州亞運會，參加現代五項比賽的女子個人及團體比賽。在個人項目中，她憑籍穩定的表現，終以4,952分奪得一面銀牌；同時，她亦與隊友陈倩、张晔和苗禕骅合作，為中國代表團奪得團體金牌。